# Рудаков, Павел Васильевич (Герой Советского Союза)
Павел Васильевич Рудаков (1918—1945) — лейтенант Рабоче-крестьянской Красной Армии, участник Великой Отечественной войны, Герой Советского Союза (1945).

## Биография
Павел Рудаков родился в 1918 году в Алма-Ате. До войны проживал в деревне Паншино Сандовского района Тверской области, после окончания начальной школы работал сначала в совхозе, затем в райпотребсоюзе. В 1938 году Рудаков был призван на службу в Рабоче-крестьянскую Красную Армию. Окончил курсы младших лейтенантов. С марта 1943 года — на фронтах Великой Отечественной войны.
К январю 1945 года гвардии лейтенант Павел Рудаков командовал взводом противотанковых ружей 57-го гвардейского кавалерийского полка 15-й гвардейской кавалерийской дивизии 7-го гвардейского кавалерийского корпуса 61-й армии 1-го Белорусского фронта. Отличился во время освобождения Польши. 23 января 1945 года взвод Рудакова первым в полку ворвался в город Калиш, штурмом взяв большой автопарк и освободив большое количество городских улиц.
Указом Президиума Верховного Совета СССР от 27 февраля 1945 года за «образцовое выполнение боевых заданий командования в боях за освобождение Польши и проявленные при этом мужество и героизм» гвардии лейтенант Павел Рудаков был удостоен высокого звания Героя Советского Союза с вручением ордена Ленина и медали «Золотая Звезда» за номером 5673.
23 апреля 1945 года Рудаков погиб в бою. Похоронен в населённом пункте Лобеталь в Германии.
Был также награждён орденом Красной Звезды.
В честь Рудакова названа улица в посёлке Сандово.